# Prinz und Bettelknabe
Prinz und Bettelknabe is een Oostenrijkse dramafilm uit 1920 onder regie van Alexander Korda. Het scenario is gebaseerd op de gelijknamige roman uit 1881 van de Amerikaanse auteur Mark Twain.

## Verhaal
De straatjongen Tom Canty lijkt als twee druppels water op de Engelse prins Eduard. Ze zijn allebei geboeid door elkaars leven. Op een dag besluiten ze van plaats te verwisselen.

## Rolverdeling
| Acteur           | Personage                |
| ---------------- | ------------------------ |
| Tibor Lubinszky  | Prins Eduard / Tom Canty |
| Albert Schreiber | Hendrik VIII             |
| Adolf Weisse     | Grootkanselier           |
| Franz Herterich  | John Canty               |
| Franz Everth     | Miles Herndon            |
| Wilhelm Schmidt  | Hugh Herndon             |
| Ditta Ninjan     | Lady Edith               |
| Lilly Lubin      | Infante Isabella         |